# San Juan Nepomuceno (Colombia)
San Juan Nepomuceno es un municipio colombiano ubicado en el norte del departamento de Bolívar. Se encuentra dentro del sistema orográfico de las Serranías de San Jacinto. Tiene un área de 637 km² y en él se encuentra el Santuario de fauna y flora Los Colorados, reserva fundamental de la especie del mono colorado, entre otros de interés.

## Historia
Fue fundado durante la época virreinal, el 10 de agosto de 1776, por Antonio de la Torre y Miranda, cuando llegó al valle de los Carretos trayendo consigo las primeras familias provenientes de Pileta (hoy Corozal) y de la Villa de San Benito; estas familias estuvieron constituidas por 120 personas. El 11 de mayo de 1779 se protocolizaron los límites y las actas de posesión de los ejidos y distritos de San Juan y San Cayetano ante el escribano del Carmen, fue declarado municipio en el año de 1870. Luego se organiza la población convirtiéndose en un centro de mercadeo regional.
Según los restos arqueológicos encontramos en la región que este sitio estuvo habitado durante épocas muy remotas por grupos indígenas de la cultura Malibú que pertenecían a la gran familia Caribe, estos nos dejaron como legado cultural el uso del bejuco, utilizaron la construcción de casas y corrales. Vivían en una etapa conocida en la arqueología americana colombiana como Paleoindio Arcaico, cuyas principales características son: recolección de frutas y raíces, fabricación de una cerámica rústica con grabaciones zoomorfas. Estos restos señalan los primeros asentamientos indígenas de Colombia y se localizan en la costa norte del país, remontándose a una antigüedad de 400 a 1000 años a. C. En la época federal colombiana perteneció a la Provincia del Carmen en el Estado Soberano de Bolívar.

## División territorial
Además de su cabecera municipal. San Juan Nepomuceno tiene bajo su jurisdicción los centros poblados:
- Corralito
- La Haya
- San Agustín
- San Cayetano
- San José del Peñón
- San Pedro Consolado

#### Veredas
El municipio tiene constituidos las siguientes veredas:
Arroyo Hondo, Cimarrona, El Cacao, El Hobo, La Espantosa, La Estrella, Las Chanas, Las Porqueras, Los Andes, Pela El Ojo, Picacho, Santa Catalina.

## Límites del municipio
Su cabecera está en las coordenadas 9.º 37 latitud norte y 74.º 15 longitud oeste, limita por el norte con los municipios del El Guamo y Calamar, por el este con el municipio de Mahates y por el oeste los municipios de Zambrano y San Jacinto, por el sur con los municipios de San Jacinto y María la Baja.
Tiene una extensión aproximada de 675 km² que equivalen al 1,53% del total del departamento de Bolívar. Tiene una altura de 167 m s. n. m. . Está topográficamente determinado por los Montes de María, con zonas donde se presentan pendientes muy variadas y máximo de 50.º.
Extensión total: 4130 km²
Extensión área urbana: 2040 km²
Extensión área rural: 2090 km²
Altitud de la cabecera municipal (metros sobre el nivel del mar): 167
Tº media: 27,7 °C
Distancia de referencia: 72 km a Cartagena de Indias

## Cultura y Gastronomía
En el municipio de San Juan Nepomuceno hay una casa de la cultura que ofrece cursos en diferentes escuelas de formación .
A nivel nacional se destacan personajes como Petrona Martínez  una cantante nacida en el corregimiento de San Cayetano  y el líder juvenil y escritor Brayan Buelvas Hoyos nacido en este municipio autor de la primera obra traducida al idioma maorí, Amor y Desilusión en Bacatá City , el placer de la vida , la obra Ana de mi Corazón traducida al griego además es un estudiante de la Licenciatura en Artes Escénicas de la Universidad Pedagógica Nacional y referente de la población con discapacidad de Colombia.
San Juan Nepomuceno se caracteriza por su Galleta María Luisa. Galletas hechas de harina, con cubiertas de merengue color blanco y cereza.

## Estructura organizacional municipal
| San Juan Nepomuceno | San Juan Nepomuceno | San Juan Nepomuceno        |
| Departamento        | Código DANE         | Categoría municipal (2022) |
| ------------------- | ------------------- | -------------------------- |
| Bolívar             | 13657               | Sexta                      |

- Personería: Es un centro del Ministerio Público de Colombia que ejerce, vigila y hace control sobre la gestión de las alcaldías y entes descentralizados; velan por la promoción y protección de los derechos humanos; vigilan el debido proceso, la conservación del medio ambiente, el patrimonio público y la prestación eficiente de los servicios públicos, garantizando a la ciudadanía la defensa de sus derechos e intereses.

El actual Personero municipal es Iván Castillo Pérez (2024-2027).
- Concejo Municipal: Es la suprema autoridad política del municipio. En materia administrativa sus atribuciones son de carácter normativo. También le corresponde vigilar y hacer control político a la administración municipal. Se regulan por los reglamentos internos de la corporación en el marco de la Constitución Política Colombiana (artículo 313) y las leyes, en especial la Ley 136 de 1994 y la Ley 1551 de 2012.

Constituido por 13 concejales por un periodo de 4 años. 
- Alcaldía Municipal: En esta se encuentra la administración municipal y las entidades descentralizadas del municipio.

El Alcalde se pronuncia mediante decretos y se desempeña como representante legal, judicial y extrajudicial del municipio. El actual Alcalde municipal es Guido Figueroa Martínez (2024-2027), elegido por voto popular.

## Servicios públicos
- Energía Eléctrica: Afinia, del grupo EPM, es la empresa prestadora del servicio de energía eléctrica.
- Gas Natural: Surtigas es la empresa distribuidora y comercializadora de gas natural en el municipio.

## Personas destacadas
Esta categoría contiene las siguientes 14 páginas:
A
Mayerlis Angarita
Felipe Angulo
Diógenes Arrieta
Samuel Arrieta
B
Brayan Buelvas Hoyos 
Indira Luz Barrios
C
Carlos Serrano Sierra
G
Juan Carlos Guardela
M
Reinaldo Manjarrez Muñoz
Petrona Martínez
O
José Ulises Osorio
R
Rafael Ricardo
Ramón Rodríguez Diago
Julio Rojas Buendía
S
Gabriel Sierra